# Dirac-maat
In de maattheorie, een deelgebied van de wiskunde, is een dirac-maat {\displaystyle \delta _{x}} op een meetbare ruimte {\displaystyle (X,\Sigma )} de maat die de singleton {\displaystyle \{x\}} de maat 1 geeft:
{\displaystyle \delta _{x}(\{x\})=1}
In het algemeen wordt de maat voor een meetbare verzameling Fout bij het parsen (SVG (MathML kan worden gebruikt via een browserplugin): Ongeldig antwoord ("Math extension cannot connect to Restbase.") van server "http://localhost:6011/nl.wikipedia.org/v1/":): {\displaystyle A\in \Sigma}
 gedefinieerd door 
{\displaystyle \delta _{x}(A)={\begin{cases}0,&x\not \in A;\\1,&x\in A.\end{cases}}}
De dirac-maat is een kansmaat en vertegenwoordigt in termen van waarschijnlijkheid de bijna zekere uitkomst {\displaystyle x} in de uitkomstenruimte {\displaystyle X}. 
De naam van de dirac-maat is afgeleid van de dirac-deltafunctie.

## Eigenschappen van een dirac-maat
- {\displaystyle \delta _{x}}  is een kansmaat, en dus een eindige maat.

Veronderstel dat {\displaystyle (X,T)}een topologische ruimte is en dat {\displaystyle \Sigma } ten minste zo "fijn" is als de borelstam {\displaystyle \sigma (T)} op {\displaystyle X}.
- {\displaystyle \delta _{x}} is dan en slechts dan een strikt positieve maat als de topologie {\displaystyle T} zodanig is dat {\displaystyle x} in elke niet-lege open verzameling ligt.
- Aangezien {\displaystyle \delta _{x}} een kansmaat is, is het ook een lokaal eindige maat.
- Als {\displaystyle X} een hausdorff-ruimte is met de borel sigma-algebra, dan is  een inwendige reguliere maat, aangezien de singletons altijd compact zijn. {\displaystyle \delta _{x}} is dus ook een radon-maat.
- Ervan uitgaande dat de topologie {\displaystyle T} "fijn" genoeg is zodat {\displaystyle \{x\}} gesloten is, wat het geval is in de meeste toepassingen, dan is {\displaystyle \{x\}} de drager {\displaystyle \mathrm {supp} (\delta _{x})} van {\displaystyle \delta _{x}}. Verder is {\displaystyle \delta _{x}} de enige kansmaat die door {\displaystyle \{x\}} wordt gedragen.
- Als {\displaystyle X=\mathbb {R} ^{n}} een {\displaystyle n}-dimensionale euclidische ruimte is met de gebruikelijke sigma-algebra en {\displaystyle n}-dimensionale lebesgue-maat {\displaystyle \lambda _{n}}, dan is {\displaystyle \delta _{x}} een singuliere maat met betrekking tot {\displaystyle \lambda _{n}}.